# Ribaševina
Ribaševina (en serbe cyrillique : Рибашевина) est un village de Serbie situé sur le territoire de la Ville d'Užice, district de Zlatibor. Au recensement de 2011, il comptait 368 habitants.

## Histoire
Sur le territoire de Ribaševina, les archéologues ont mis au jour des vestiges témoignant d'une activité humaine à l'âge du bronze, ainsi que d'autres vestiges datant de l'âge du fer et de la culture de Halstatt

## Démographie
| 1948  | 1953  | 1961 | 1971 | 1981 | 1991 | 2002 | 2011 |
| ----- | ----- | ---- | ---- | ---- | ---- | ---- | ---- |
| 1 079 | 1 051 | 952  | 836  | 707  | 602  | 484  | 368  |

|  |

## Tourisme
Ribaševina est organisée pour le tourisme rural